# Осковская
Осковская — деревня в Няндомском районе Архангельской области.

## География
Находится в юго-западной части Архангельской области на расстоянии приблизительно 54 км на север-северо-восток по прямой от административного центра района города Няндома на правом берегу реки Лепша.

## История
В 1873 году здесь было учтено 13 дворов, в 1905 — 21. Тогда деревня входила в Каргопольский уезд Олонецкой губернии. До 2022 года входила в Шалакушское сельское поселение до его упразднения.

## Население
Численность населения: 69 человек (1873 год), 102 (1905), 15 (русские 100 %) в 2002 году, 12 в 2010.